# Gilbert Melendez
Gilbert Melendez (Santa Ana, 12 de abril de 1982) é um lutador de artes marciais mistas (MMA) norte-americano. Ele foi o último campeão peso-leve da história da organização do Strikeforce. 
Anteriormente ele competia pelos pesos leves no Pride Fighting Championships. Ele tem treinado bastante ultimamente com Jake Shields, César Gracie, Nick Diaz, Nate Diaz e David Terrel. 

## Carreira nas artes marciais mistas
Gilbert Melendez estreiou no mma profissional no dia 18 de abril de 2002 pelo WEC (World Extreme CageFighting) contra Greg Quan e venceu por nocaute técnico no primeiro round. Ele também passou um tempo lutando pelo Shooto e o Pride Fighting Championships.
Melendez foi campeão peso leve do Strikeforce na decisão dividida contra Clay Guida no dia 9 de junho de 2006. Ele conseguiu defender o cinturão por 2 anos, mas no dia 27 de junho de 2008 no Strikeforce: Melendez vs. Thomson, Gilbert Melendez perdeu a cinta por decisão unânime dos jurados, contra Josh Thomson. Em 11 de abril de 2009, ele foi colocado para lutar novamente contra Thomson pelo cinturão peso leve da organização, no Strikeforce: Shamrock vs. Diaz, mas a luta foi cancelada no dia 1 de abril, porque o Thomson havia quebrado o tornozelo no treinamento para a luta, e Rodrigo Damm foi o substituto, valendo o cinturão interino dos pesos leves, a luta foi interrompida no 2° round por nocaute técnico, com vitória para Melendez.
Em 15 de agosto de 2009, novamente a luta entre Melendez e Thomson foi marcada, para o Strikeforce: Carano vs. Cyborg. Mas o Josh Thomson não pode lutar novamente, devido aos problemas persistentes com a perna, e o seu substituto foi o japonês Mitsuhiro Ishida, com vitória para Melendez defendendo pela primeira vez seu título interino dos leves.
No dia 19 de dezembro de 2009, Melendez lutou contra Thomson para a unificação dos cinturões do peso leve do Strikeforce, mas desta vez a vitória veio para Gilbert Melendez por decisão unânime, se tornando campeão indiscutível peso leve. Com esta vitória, ele se vingou de suas duas únicas derrotas até agora em toda sua carreira.
Melendez defendeu com sucesso o cinturão peso leve do Strikeforce, contra o ex-campeão mundial peso leve do DREAM e ex-campeão mundial peso médio do Shooto Shinya Aoki.
A revanche entre Melendez e Tatsuya Kawajiri foi no dia 9 de abril de 2011 no Strikeforce: Diaz vs Daley. Melendez dominou seu adversário o derrubando várias vezes com fortes combinações de golpes, e o massacrando com fortes cotoveladas no chão, a luta foi interrompida aos 3:14 do primeiro round, com a vitória de Melendez.
Melendez enfrentou Jorge Masvidal em seguida. O presidente do UFC Dana White brevemente colocou em questão a ida dele ao UFC para os repórteres e disse que estava trabalhando para tentar coloca-lo "o mais rápido possível" em sua organização, com a possibilidade de Melendez já entrar disputando a cinta. Melendez, eventualmente, defendeu seu título contra o desafiante Jorge Masvidal no Strikeforce: Melendez vs. Masvidal. Ele venceu a luta por decisão unânime.
Melendez reencontrou Josh Thomson em uma luta muito acirrada, no Strikeforce: Barnett vs. Cormier, em San José, na Califórnia, no dia 19 de maio de 2012. Ele venceu a luta por decisão dividida. Muitos fãs não concordaram com a decisão e Josh Thompson estava visívelmente desapontado com a decisão. Houve várias vaias na entrevista pós-luta para Melendez. Thompson apesar de não estar agradado, com a decisão, mostrou classe na derrota e pediu para que a multidão parasse de vaiar o lutador local.
Melendez era esperado para enfrentar Pat Healy, no Strikeforce no dia 29 de setembro de 2012 em Sacramento, California. Mas no dia 22 de setembro de 2012 foi anunciado, que Melendez sofreu uma lesão e teve de retirar-se da luta. Devido a lesão de Melendez, a Showtime optou por não transmitir o evento sem a luta principal, causando o cancelamento do Strikeforce, tornando-se o segundo evento de MMA cancelada dentro de um mês sob a organização Zuffa.
A luta contra Healy foi novamente remarcada para o dia 12 de janeiro de 2013 no Strikeforce: Marquardt vs. Saffiedine, mas, novamente, Melendez não pôde lutar, por causa de uma lesão no ombro.

### Ultimate Fighting Championship
Melendez foi colocado para enfrentar logo de cara o campeão peso-leve do UFC Ben Henderson, no dia 20 de abril de 2013 no UFC on Fox: Henderson vs. Melendez e acabou sendo derrotado em uma polêmica decisão dividida.
Melendez fez uma luta espetacular contra Diego Sanchez, em 19 de outubro de 2013 no UFC 166, ele venceu por decisão unânime em uma das lutas mais empolgantes em todos os tempos. A luta ganhou o prêmio de Luta da Noite.
Nurmagomedov era esperado para enfrentar Gilbert Melendez em 22 de fevereiro de 2014, porém Melendez não aceitou a luta e Nurmegomedov foi movido para enfrentar o brasileiro Rafael dos Anjos em 19 de abril de 2014 no UFC on Fox: Werdum vs. Browne.6

#### TUF 20
No dia 24 de fevereiro, o UFC anunciou o TUF 20 com Anthony Pettis e Gilbert Melendez como técnicos. Os lutadores se enfrentaram no final do ano de 2014 e as gravações da temporada do TUF 20 começaram no mês de maio e seu primeiro episódio foi exibido no dia 10 de setembro. O TUF 20 será exclusivamente feminino. A luta ocorreu em 6 de Dezembro de 2014 no UFC 181. Apesar de Melendez vencer o primeiro round, Pettis conseguiu se encontrar na luta e venceu por finalização no segundo round.

### Pós disputa de título
Melendez enfrentou Eddie Alvarez em 13 de Junho de 2015 no UFC 188. Ele foi derrotado por decisão dividida em uma luta bastante equilibrada.
Logo após a derrota, Melendez foi colocado para substituir Bobby Green e enfrentar Al Iaquinta em 15 de Julho de 2015 no UFC Fight Night: Mir vs. Duffee.
Gilbert Melendez foi pego no doping no exame pós luta no UFC 188 por "metabólitos de testosterona de origem exógena", e foi suspenso por 1 ano. Ele retornou em 23 de julho de 2016, no UFC on Fox: Holm vs. Shevchenko, contra o lutador brasileiro Edson Barboza, e acabou sendo derrotado por decisão unânime.

## Cartel no MMA
| Cartel no MMA   |             |            |
| 30 lutas        | 22 vitórias | 8 derrotas |
| Por nocaute     | 12          | 0          |
| Por finalização | 0           | 1          |
| Por decisão     | 10          | 7          |

| Res.    | Cartel | Oponente         | Método                        | Evento                                | Data       | Round | Tempo | Local                     | Notas                                                 |
| ------- | ------ | ---------------- | ----------------------------- | ------------------------------------- | ---------- | ----- | ----- | ------------------------- | ----------------------------------------------------- |
| Derrota | 22-8   | Arnold Allen     | Decisão (unânime)             | UFC 239: Jones vs. Santos             | 06/07/2019 | 3     | 5:00  | Las Vegas, Nevada         |                                                       |
| Derrota | 22-7   | Jeremy Stephens  | Decisão (unânime)             | UFC 215: Nunes vs. Shevchenko II      | 09/09/2017 | 3     | 5:00  | Edmonton, Alberta         | Luta da Noite.                                        |
| Derrota | 22-6   | Edson Barboza    | Decisão (unânime)             | UFC on Fox: Holm vs. Shevchenko       | 23/07/2016 | 3     | 5:00  | Chicago, Illinois         |                                                       |
| Derrota | 22-5   | Eddie Alvarez    | Decisão (dividida)            | UFC 188: Velasquez vs. Werdum         | 13/06/2015 | 3     | 5:00  | Cidade do México          | Melendez falhou no antidoping.                        |
| Derrota | 22-4   | Anthony Pettis   | Finalização (guilhotina)      | UFC 181: Hendricks vs. Lawler II      | 06/12/2014 | 2     | 1:53  | Las Vegas, Nevada         | Pelo Cinturão Peso Leve do UFC.                       |
| Vitória | 22-3   | Diego Sanchez    | Decisão (unânime)             | UFC 166: Velasquez vs. dos Santos III | 19/10/2013 | 3     | 5:00  | Houston, Texas            | Luta da Noite.                                        |
| Derrota | 21-3   | Ben Henderson    | Decisão (dividida)            | UFC on Fox: Henderson vs. Melendez    | 20/04/2013 | 5     | 5:00  | San José, Califórnia      | Estreia no UFC; Pelo Cinturão Peso Leve do UFC.       |
| Vitória | 21-2   | Josh Thomson     | Decisão (dividida)            | Strikeforce: Barnett vs. Cormier      | 19/05/2012 | 5     | 5:00  | San José, Califórnia      | Defendeu o Cinturão Peso Leve do Strikeforce          |
| Vitória | 20-2   | Jorge Masvidal   | Decisão (unânime)             | Strikeforce: Melendez vs. Masvidal    | 17/12/2011 | 5     | 5:00  | San Diego, Califórnia     | Defendeu o Cinturão Peso Leve do Strikeforce          |
| Vitória | 19-2   | Tatsuya Kawajiri | Nocaute Técnico (cotoveladas) | Strikeforce: Diaz vs. Daley           | 09/04/2011 | 1     | 3:14  | San Diego, Califórnia     | Defendeu o Cinturão Peso Leve do Strikeforce          |
| Vitória | 18-2   | Shinya Aoki      | Decisão (unânime)             | Strikeforce: Nashville                | 17/04/2010 | 5     | 5:00  | Nashville, Tennessee      | Defendeu o Cinturão Peso Leve do Strikeforce          |
| Vitória | 17-2   | Josh Thomson     | Decisão (unânime)             | Strikeforce: Evolution                | 19/12/2009 | 5     | 5:00  | San José, Califórnia      | Ganhou e Unificou o Cinturão Peso Leve do Strikeforce |
| Vitória | 16-2   | Mitsuhiro Ishida | Nocaute Técnico (socos)       | Strikeforce: Carano vs. Cyborg        | 15/08/2009 | 3     | 3:56  | San Jose, Califórnia      | Defendeu o Cinturão Interino Peso-Leve do Strikeforce |
| Vitória | 15-2   | Rodrigo Damm     | Nocaute (socos)               | Strikeforce: Shamrock vs. Diaz        | 11/04/2009 | 2     | 2:02  | San José, Califórnia      | Ganhou o Cinturão Interino Peso-Leve do Strikeforce   |
| Derrota | 14-2   | Josh Thomson     | Decisão (unânime)             | Strikeforce: Melendez vs. Thomson     | 27/06/2008 | 5     | 5:00  | San José, Califórnia      | Perdeu o Cinturão Peso Leve do Strikeforce            |
| Vitória | 14-1   | Gabe Lemley      | Nocaute Técnico (socos)       | Strikeforce: Shamrock vs. Le          | 29/03/2008 | 2     | 2:18  | San José, Califórnia      | Defendeu o Cinturão Peso Leve do Strikeforce          |
| Derrota | 13-1   | Mitsuhiro Ishida | Decisão (unânime)             | Yarennoka New Years Eve 2007          | 31/12/2007 | 2     | 5:00  | Saitama                   |                                                       |
| Vitória | 13-0   | Tetsuji Kato     | Decisão (unânime)             | Strikeforce: Playboy Mansion          | 29/09/2007 | 3     | 5:00  | Beverly Hills, Califórnia | Luta não válida pelo Cinturão                         |
| Vitória | 12-0   | Tatsuya Kawajiri | Decisão (unânime)             | Pride Shockwave 2006                  | 31/12/2006 | 2     | 5:00  | Saitama                   |                                                       |
| Vitória | 11-0   | Nobuhiro Obiya   | Decisão (unânime)             | Pride Bushido 12                      | 26/08/2006 | 2     | 5:00  | Nagoia, Aichi             |                                                       |
| Vitória | 10-0   | Clay Guida       | Decisão (dividida)            | Strikeforce: Revenge                  | 09/06/2006 | 5     | 5:00  | San José, Califórnia      | Ganhou o Cinturão Peso Leve do Strikeforce            |
| Vitória | 9-0    | Harris Sarmiento | Finalização (socos)           | Strikeforce: Shamrock vs. Gracie      | 10/03/2006 | 2     | 0:44  | San José, Califórnia      |                                                       |
| Vitória | 8-0    | Rumina Sato      | Nocaute Técnico (corte)       | Shooto Alive Road                     | 20/08/2005 | 1     | 1:32  | Yokohama, Kanagawa        | Peso-Leve do Shooto (143 lbs)                         |
| Vitória | 7-0    | Naoya Uematsu    | Nocaute Técnico (corte)       | Shooto 5/4 in Korakuen Hall           | 04/05/2005 | 2     | 4:30  | Tóquio                    | Peso-Leve do Shooto (143 lbs)                         |
| Vitória | 6-0    | Hiroyuki Takaya  | Decisão (unânime)             | Shooto Year End Show 2004             | 14/12/2004 | 3     | 5:00  | Tóquio                    | Peso-Leve do Shooto (143 lbs)                         |
| Vitória | 5-0    | Kaynan Kaku      | Nocaute Técnico (socos)       | Rumble on the Rock 6                  | 20/11/2004 | 2     | 3:58  | Honolulu, Havaí           |                                                       |
| Vitória | 4-0    | Olaf Alfonso     | Nocaute Técnico (socos)       | WEC 10: Bragging Rights               | 21/05/2004 | 3     | 4:54  | Lemoore, Califórnia       | Ganhou o Cinturão Inaugural Peso-Leve do WEC          |
| Vitória | 3-0    | Stephen Palling  | Nocaute Técnico (socos)       | Rumble on the Rock 4                  | 10/10/2003 | 2     | 4:59  | Honolulu, Havaí           |                                                       |
| Vitória | 2-0    | Jeff Hougland    | Nocaute Técnico (socos)       | WEC 6: Return of a Legend             | 27/03/2003 | 2     | 2:05  | Lemoore, Califórnia       |                                                       |
| Vitória | 1-0    | Gary Quan        | Nocaute Técnico (socos)       | WEC 5: Halloween Fury                 | 18/10/2002 | 1     | 4:37  | Lemoore, Califórnia       |                                                       |